# Кервик
Кервик (пол. Kierwik, нім. Kurwick) — село в Польщі, у гміні Свентайно Щиценського повіту Вармінсько-Мазурського воєводства.
У 1975-1998 роках село належало до Ольштинського воєводства.